# Capriglia Irpina
Capriglia Irpina è un comune italiano di 2 184 abitanti della provincia di Avellino in Campania.

## Storia
Fu feudo di alcune potenti famiglie del Regno di Napoli, i Carafa, i Caracciolo principi di Avellino e gli Schipani. Questi ultimi, nel 1738, la cedettero al marchese di Arneto, Gaetano Amoretti, che morì senza figli maschi e per questo il paese venne acquisito nel 1780, per circa 42000 ducati, da Nicola Macedonio, dei duchi di Grottolella, marchesi di Ruggiano, Oliveto e Tortora, baroni di Poligori in Calabria, che ne ebbe la signoria col titolo di marchese e alla cui famiglia appartenne fino all'abolizione dei diritti feudali, nel 1806.

## Geografia fisica

### Clima
Il clima di Capriglia è tipo continentale con inverni freddi, con minime che scendono anche sotto lo zero, ed estati calde con punte di 30 gradi. L'inverno è molto piovoso con rari fenomeni nevosi che a differenza di anni fa, stanno diventando sempre più rari e poco rilevanti, fatta eccezione per il freddissimo inverno del 2012. L'estate è resa sopportabile, nonostante le alte temperature, da un clima secco che rende il caldo meno afoso.

## Società

### Evoluzione demografica
Abitanti censiti

### Lingue e dialetti
Accanto alla lingua italiana, nell'ambito del territorio comunale di Capriglia si parla il dialetto irpino.

## Monumenti e luoghi d'interesse
- Chiesa Madre di San Nicola di Bari